# إبراهيم بن قريش العقيلي
إبْراهيم بن قريْش بن بَدران بن المُقلد العُقيلي هو سابع أمراء آل المُسيَّب في الدولة العُقيلية، استوى على الإمارة في الموصل في 478 هـ الموافق فيه 1085م بعد مقتلِ أخيه شرف الدَّولة العُقيلي. وهو أيضًا أحد الأطراف في تنافس الأمراء الثلاث.
كان معتقلا في حياة أخيه مسلم بن قريش ولما قتل مسلم عام 478 هـ أخرجه
بنو عقيل من محبسه ، بعد أن أمضى وقتا طويلا مقيدا حتى أفسد القيد مشيته، وولوه عليهم مكان أخيه بـ الموصل ، فأقام إلى أن استدعاه السلطان السلجوقى ملكشاه واعتقله عام 482 هـ ثم أطلق بعد وفاة ملكشاه فسار إلى الموصل فاستردها ثم نشبت حرب بينه وبين أمير الشام تتش بن أرسلان، وعندما زحف تتش على الموصل واجهه إبراهيم بـ 30000 من رجاله بالمضيع من أعمال الموصل ولكنه هزم وأسر فقتل صبرا.